# Henri Chervet
Henri Claude Auguste Chervet, né le 31 janvier 1881 à Caen et mort pour la France le 30 septembre 1915 à Les Maigneux (Valmy), est un traducteur et écrivain français. 

## Biographie
Enseignant et bibliothécaire au Musée pédagogique de Paris, Henri Chervet est connu pour avoir été le rédacteur en chef de la revue Gil Blas où il publiait des articles sous le pseudonyme de Claude Francueil, et pour avoir traduit de l'allemand des auteurs comme Stefan Zweig.
Il reçoit le Prix Montyon à titre posthume en 1916 pour Escarmouches pour la tradition, publié en 1911.

## Publications
- 1904 : Ministère de l'Instruction publique et des beaux-arts. Catalogue des publications relatives à l'enseignement, faites à l'occasion d'Expositions universelles, qui se trouvent à la Bibliothèque du musée pédagogique
- 1905 : L'histoire de « Don Juan »
- 1906 : Visite à Chantilly: notices sur les vues
- 1908 : Le Mont-Saint-Michel
- 1909 : La Peinture française au XVIIIe siècle
- 1909 : Le Palais de Fontainebleau
- 1909 : Rubens
- 1909 : Fontainebleau et ses environs
- 1910 : La Double rencontre
- 1911 : Escarmouches pour la tradition
- 1913 : Le Dernier des Rochehaut, illustrations de Guy Arnoux